# Espitamenes
Espitamenes (en persa antiguo Spitâmaneh; en griego Σπιταμένης; 370-328 a. C.) fue un señor de la guerra sogdiano, líder del alzamiento en Sogdiana y Bactriana contra Alejandro Magno en 329 a. C.

## Contexto histórico
En el verano de 330 a. C., el rey persa Darío III fue asesinado por Bessos, quien intentaba con ello acabar con la guerra contra los invasores macedonios liderados por su rey Alejandro Magno. Ahora que ya no podía perseguir a Darío, Alejandro se quedó sin excusa para continuar su marcha. Sin embargo, los seguidores de Bessos empezaron a aclamarle como rey (Artajerjes V) y esto era algo que Alejandro no podía tolerar, ya que él mismo reclamaba ser reconocido como rey de Persia. Empezó entonces a perseguir a Bessos, quien se retiró a Bactriana y Sogdiana.
Bessos se movió de Aria a Margiana hasta llegar a Bactria, a través del camino que posteriormente sería conocido como la Ruta de la seda. Comandaba un ejército de arqueros a caballo, un tipo de guerreros contra el que los macedonios no habían encontrado aún respuesta. El esqueleto de su ejército lo formaba la infantería. Así pues, Alejandro tuvo que desviarse y Bessos pensó que se le dejaba en paz.
En el invierno de 330 a 329 a. C., Alejandro alcanzó el Hindú Kush, donde fundó una nueva ciudad, Alejandría de Oxiana (la actual ciudad afgana de Ai Khanoum). Los pasos montañosos estaban aún cubiertos de nieve cuando los macedonios los cruzaron para llegar a Bactriana. Bessos fue completamente sorprendido y se retiró al norte, a través del río Oxo. Alejandro capturó fácilmente la capital de Bactria, Bactra. Ni el desierto entre la ciudad y el río, ni el río mismo, fueron obstáculos insalvables para los macedonios.
Los cortesanos de Bessos, Espitamenes y Datames arrestaron entonces a su líder entregándolo a Ptolomeo, general, amigo y futuro biógrafo de Alejandro. Esta fue la primera acción conocida de Espitamenes. Nadie podía prever en esos momentos que Espitamenes se convertiría en el enemigo más peligroso de Alejandro en la región.

## Espitamenes, un grave problema para Alejandro
El ejército macedonio marchó a través de Sogdia hacia el río localmente conocido como Jaxartes (río Sir Daria). A principios de julio de 329 a. C., Alejandro fundó una nueva ciudad, Alejandría Escate, "la última Alejandría" (la actual Khodjent, en Tayikistán). Se hizo como guarnición contra las tribus nómadas del norte. Cinco años después del inicio de la invasión, la victoria de Alejandro parecía completa. El alto mando macedonio seguro que fue desagradablemente sorprendido cuando llegaron mensajeros anunciando que Espitamenes había rebelado a los sogdianos, los cuales estaban asediando la capital Maracanda.
Lo interesante de esta rebelión es que el nombre de su líder sugiere una conexión con el zoroastrismo persa. Su fundador, el profeta legendario Zaratustra se llamaba también Spitama. Es muy probable que los invasores hubieran ofendido a la población nativa que les había dado apoyo inicialmente. Una de nuestras fuentes menciona que un comandante de caballería llamado Estasanor había tratado de acabar con la práctica del zoroastrismo de exponer los muertos a los perros y buitres, y esto pudo ser muy bien la causa de la revuelta. Otra causa pudo ser el robo de ganado vacuno. Es imposible que los invasores no confiscaran vacas, el único pecado que estaba explícitamente condenado en el credo zoroastriano.
Según María Paz de Hoz García Bellido, Espitamenes promovió un levantamiento popular contra Alejandro, al no conseguir del rey macedonio la independencia de Bactriana y Sogdiana, que había esperado a cambio de la entrega de Bessos. Auxiliado por tribus nómadas de las estepas capturó ciudades conquistadas por los macedonios.
Espitamenes comandaba un ejército eficaz de jinetes arqueros que fue capaz de recorrer rápidamente el país estepario. Los hombres de Alejandro eran mucho más lentos, presa fácil para los rebeldes.
Al oír noticias de la revuelta, Alejandro decidió volver para levantar el asedio a Maracanda, pero fue inmediatamente atacado en su retaguardia por las tribus nómadas. Fue forzado a volver atrás para enfrentarse a ellas. Mientras tanto, envió un ejército de mercenarios griegos a Maracanda. De este cuerpo nada se supo nunca más, y pasó bastante tiempo antes de que los macedonios entendieran que Espitamenes lo había aniquilado totalmente. Nadie había sobrevivido para dar las malas noticias.
Después de una victoria menor contra las tribus, Alejandro tuvo la oportunidad de ocuparse de Espitamenes. Con su caballería de élite, los Compañeros, cubrió 290 km a través del desierto en tres días, llegando a Maracanda. El asedio ya había finalizado pero Espitamenes se había ido. Había rumores de que hacia el oeste, pero nadie lo sabía con certeza.
Alejandro había perdido muchos hombres y no pudo hacer nada. Decidió quedarse en Maracanda a la espera de refuerzos. Este hecho ofreció a Espitamenes, quien había encontrado nuevos aliados entre otra tribu, la oportunidad de atacar Bactra (invierno de 329 a 328 a. C.). Provocó un gran caos pero fue finalmente repelido por el sátrapa de Bactria, Artabazo II, un persa que pertenecía al grupo de cortesanos en los que más confiaba Alejandro.

## El desenlace
En la primavera, Alejandro envió a su general Crátero al oeste para fortificar el oasis de Margiana. Esto era necesario, porque evitaría que Espitamenes atacara desde Aria, en la retaguardia de Alejandro. Crátero fundó una ciudad y fortificó otras cinco, todas situadas en colinas defendibles.
Esto significó el final de la guerra para Espitamenes. Necesitaba oasis como el de Margiana y ahora se había quedado sin recursos. En diciembre de 328 a. C., el comandante macedonio Ceno lo derrotó, y cuando los sogdianos y las tribus nómadas se enteraron de que el ejército principal de Alejandro se acercaba, los masagetas asesinaron a su líder y enviaron su cabeza al conquistador.
Espitamenes tuvo una hija, Apama, quien se casó con uno de los generales más importantes de Alejandro, Seleuco (febrero de 324 a. C.). La pareja tuvo un hijo, Antíoco. Tras la muerte de Alejandro, Seleuco y Antíoco se convirtieron en reyes de las posesiones asiáticas de Alejandro, siendo Apame reconocida como la madre de la dinastía seléucida. Varias ciudades fueron llamadas Apamea en su honor.